# Bundesstraße 110
Die Bundesstraße 110 (Abkürzung: B 110) ist eine deutsche Bundesstraße. Sie beginnt auf der Insel Usedom bei Garz an der polnischen Grenze vor Swinemünde und endet in Rostock-Süd an der A 19.

## Geschichte

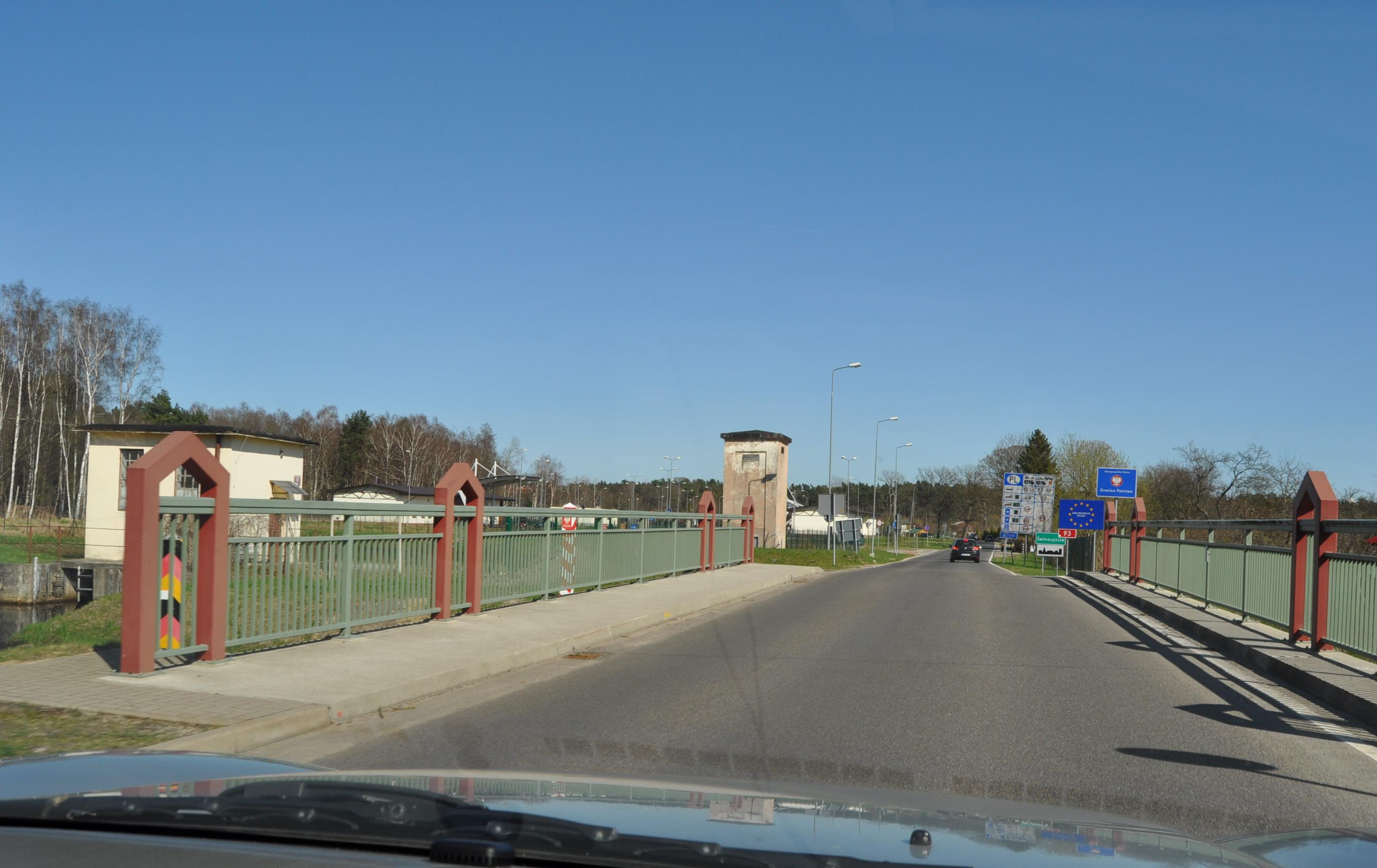
Östliches Ende der B 110

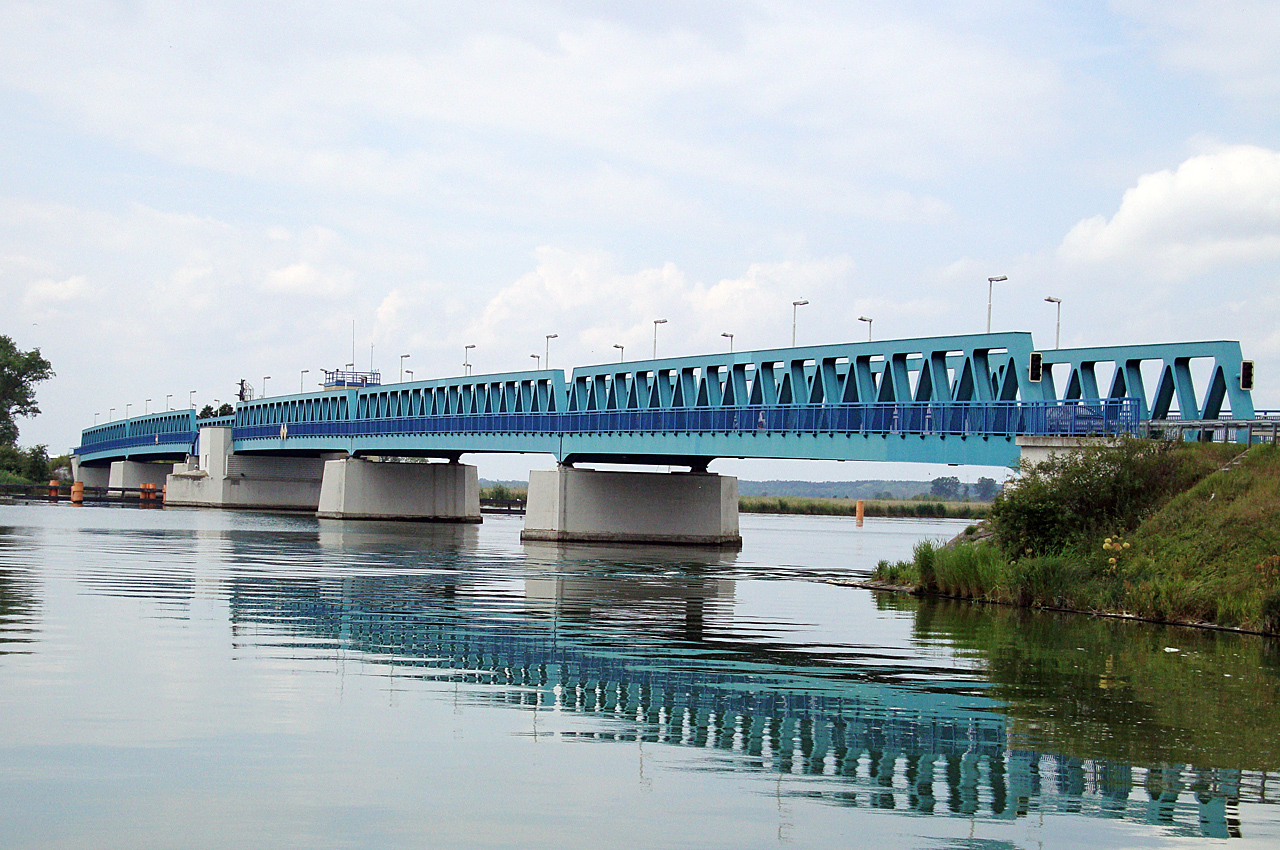
Zecheriner Brücke

Vorläufer der Bundesstraße 110 ist die Reichsstraße 110, die bereits 1932, zum Zeitpunkt der noch im Kern gültigen Festlegung der Nummerierung für das deutsche Fernstraßensystem, als Reichsstraße gewidmet wurde.
Die R 110 begann bis 1945 in der Stadt Swinemünde, wo sie Anschluss an die Reichsstraße 111 hatte. Die kurze Strecke bis zur jetzigen deutsch-polnischen Grenze wird von der polnischen Landesstraße 93 wahrgenommen.
Auf der „Karte der Fernverkehrsstraßen Deutschlands“ des Reichsamtes für Landesaufnahme von 1930 ist zu erkennen, dass die Fernverkehrsstraße 110 westlich von Anklam nach Friedland verlief und östlich von Neubrandenburg in die Fernverkehrsstraße 104 einmündete. Da am 22. Mai 1931 die Usedomer Bäderbrücke eröffnet worden war, die die Insel Usedom im Südabschnitt des Peenestroms mit dem Festland verbindet, konnte die R 110 bereits in ihren Anfangsjahren ohne Unterbrechung befahren werden.
Durch die Errichtung der Oder-Neiße-Grenze im Osten Usedoms im Jahr 1945 war jahrzehntelang der Ostabschnitt der ehemaligen R 110 im Grenzbereich nicht befahrbar. Am 24. April 2007 wurde die Grenze zwischen Garz und Swinemünde für Fußgänger, Radfahrer und Busse geöffnet. Seit dem 21. Dezember 2007 dürfen Pkw den Grenzübergang passieren. Für den Schwerlastverkehr ist er noch gesperrt.
Änderungen des Streckenverlaufs ergaben sich auf der B 110 durch den Bau von Ortsumgehungen. Von besonderer Bedeutung ist die Freigabe der Umgehungsstraße bei Anklam am 8. Mai 2015.

## Verlauf
- Mecklenburg-Vorpommern
  - Garz
    - Zirchow
    - Görke – Abzweig der Bundesstraße 111

  - Usedom
    - Voßberg (Usedom)
    - Zecheriner Brücke über den Peenestrom
    - Pinnow
    - Murchin
    - Relzow

  - Anklam
    - Görke – Abzweig der Bundesstraße 199
    - Kreuzung nach Stolpe und Medow
    - Abzweig nach Grüttow
    - Abzweig nach Dersewitz
    - Liepen – Abzweige nach Preetzen und Priemen
    - Neetzow – Kreuzung mit der Kreisstraße von Kagenow nach Krien
    - Padderow
    - Autobahnanschluss Jarmen zur Bundesautobahn 20

  - Jarmen
    - Zarrenthin
    - Zemmin
    - Tutow
    - Tutow-Dorf
    - Kruckow – Abzweig der Kreisstraße 46 nach Kartlow und der Kreisstraße 27 nach Schmarsow
    - Heidekrug – Abzweig der Landesstraße L261 nach Loitz
    - Eugenienberg – Abzweig nach Sanzkow
    - Abzweig nach Siebeneichen
    - Abzweig zum Kalksandsteinwerk

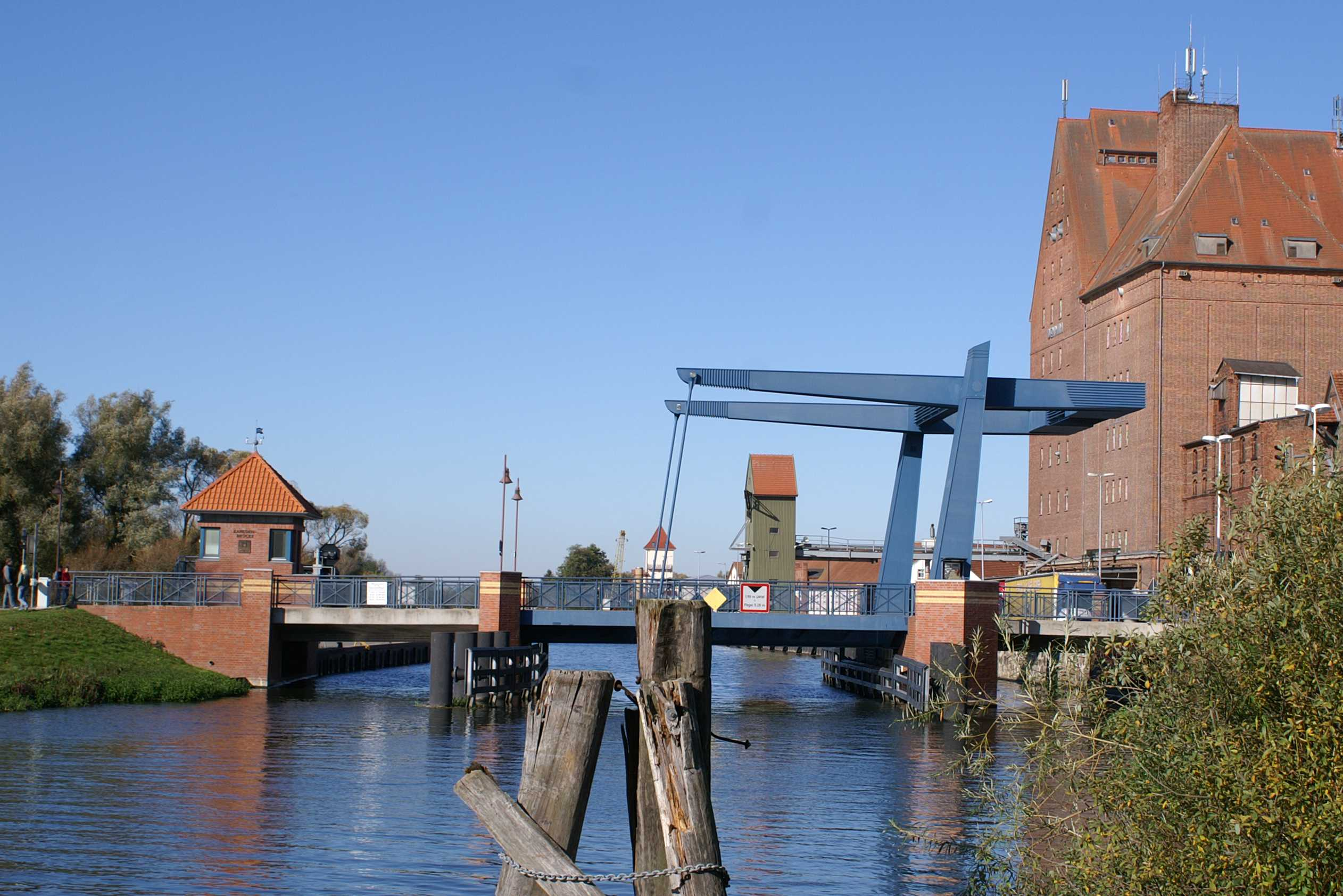
Kahldenbrücke in Demmin

- - Demmin – Kahldenbrücke über die Peene
    - Deven
    - Wolkow
    - Warrenzin
    - Zarnekow

  - Dargun
    - Finkenthal

  - Gnoien
    - Lühburg
    - Basse
    - Autobahnanschluss Tessin zur Bundesautobahn 20
    - Vilz

  - Tessin
    - Horst

  - Sanitz
    - Hohenfelde
    - Broderstorf

  - Rostock

## Planungen
Im „Regionalen Raumentwicklungsplan Vorpommern / Umweltbericht 2010“ werden Überlegungen über den Bau von Ortsumgehungen der Stadt Usedom und des Ortes Zirchow angestellt. Für den Bundesverkehrswegeplan 2030 hat das Land Mecklenburg-Vorpommern die Ortsumgehung Dargun angemeldet.